# 官妓
官妓，是古代中国隶属于各级政府、接受直接或间接管理:7:99，从事歌舞、音乐等才艺表演和性服务的妓女。中国古代依归属将妓女分为官妓、宫妓、营妓、家妓、私妓。广义上的官妓又包括宫妓、营妓，按所处地域分为京师官妓和地方官妓:7。从职业技能上，又可分为歌妓:93和娼妓。
官妓的直接来源，一是乐户世袭，二是平民、罪犯家眷被罚为官奴。私妓又以因战乱、贫穷等因素自愿或被动成为娼妓，人口贩卖中的卖良为娼为主:11—14。官妓社会地位低下，属贱民之类，又作“官家奴隶”。宋朝史籍则多将官妓唤作“奴”、“官奴”。个人处境又因种种因素而有所区别:16—17。

## 历史
春秋时期，齐国管仲设置“女闾”:7、“女市”，以兴办妓院課稅充國庫之用，並為吸引拉攏四方遊士。一般认为，这是官妓的开端。當時被充做妓女的主要有三類不同背景的女性： 
1. 由鄉村流入城市謀生困難的女性，或破落的小工商、小手工業者家庭的女眷；
2. 充當奴隸的女性；
3. 由戰敗國所俘虜的女性。

在此後，當時的許多諸侯也爭相仿效，更出了以妓制敵、以妓勞軍、以妓侍宿等名目。 
汉朝到六朝，为军队服务提供性服务的营妓和贵族、士大夫家庭豢养的提供歌舞表演的家妓是主流:93。北魏时设立乐籍制度，歌妓与娼妓都被划分贱民，一般世代相袭，很难脱籍，社会地位很低:11。
隋炀帝时，将各地乐人尽集于洛阳。此后，隋炀帝“乃大括魏、齐、周、陈乐人子弟，悉配太常，并于关中为坊置之”。这一系列制度变革构成了唐宋教坊歌妓的雏形:10。唐朝时期为皇室服务的宫妓包括教坊与梨园的歌妓:93。唐朝教坊的歌妓是职业艺人，以长安为例，真正的性工作者是平康坊红灯区内的妓女。教坊歌妓来源于平民出身但家庭贫困，因此选择从艺的女子，其他一些来源于世袭的艺人家庭。平康坊内的妓女则来源于被拐卖，被诱骗的女子。教坊歌妓并未被限制人身自由，甚至可进入宫廷演出，一些因此留在宫廷中的宜春院内。而平康坊内的妓女则被限制人身自由，活动范围往往无法离开妓院，甚至去寺庙也需要向老鸨缴纳金钱。
唐朝至宋朝，允許官员在入仕前与官妓在内的妓女往来。而到了宋朝，政府以官箴、法律禁止官员宿娼，即与妓女发生性关系。至迟在宋仁宗时，已开始使用“踰滥”这一罪名。虽然地方上普遍存在官妓，但政府藉由律令，不断限制官员於宴会时以妓乐陪侍，官员若与官妓发生性关系，係为明确的罪责。所以后人认为“宋时阃帅、郡守等官，虽得以官妓歌舞佐酒，然不得私侍枕席”。实际上，宋朝官员因宿娼、狎妓受罚的依然屢見不鮮。现代研究者认为宋代对官员宿娼的限制、约束，是因“门阀世族消逝、科举制度发达带来的官僚队伍专业化、行政部门效能化”而产生。而官妓“物化的身体则始终是权力的祭品，她们没有权力选择是否与官员苟合”，东窗事发后成为牺牲品:101—104。
宋朝官妓脱籍从良没有严格的规章制度。一般需向從六品及以上官员呈文申请，获得许可，方能由乐营将落实，反之亦然。这使得地方长官——州郡太守对官妓具有完全的支配权。日常生活中，亦有涉及。有研究者形容为“存在着一种隐形的张力，像一根绳索羁绊于她们生活的方方面面”:9，21—22。
明初，朱元璋在南京设立富乐院或十六楼，是指官营妓院。在十六楼中，其中五家被划分为歌妓，并不隶属于官妓。当时，禁止官妓服务官员，而服务于商人、市民、士子。官员宿娼，罪亚杀人一等。宣德时，进一步禁止官妓陪侍官员:64—66。